# Harrison (New Jersey)
Pour les articles homonymes, voir Harrison.
Harrison est une ville du New Jersey aux États-Unis. Lors du recensement de 2000, la population y était de 14 424 habitants. Harrison fait partie du réseau du Port Authority Trans-Hudson qui relie Manhattan (à New York) au New Jersey.